# Hjørring (stad)
Hjørring is een plaats in de Deense regio Noord-Jutland, gemeente Hjørring. De plaats telt 25.780 inwoners (2020). Het is de hoofdplaats van de gemeente. Tot 1970 was het tevens de hoofdplaats van het Hjørring Amt.
Hjørring ligt aan de E39. Het station is een lokaal knooppunt.

## Sport
Vendsyssel FF is de betaaldvoetbalclub van Hjørring en speelt haar wedstrijden in de Nord Energi Arena.

## Geboren
- Mogens Krogh (1963), Deens voetballer
- Ann Eleonora Jørgensen (1965), actrice

- Gemeinsame Normdatei: 4432885-0
- Library of Congress Control Number: n80138296
- MusicBrainz: 65387fff-85b0-48ee-bc17-e6773bd58497
- Nationale Bibliotheek van Israël: 987007561911105171
- Virtual International Authority File: 158278863
- WorldCat: E39PBJdM9HBtR6gvdxFmy3j3cP